# Tetragnatha flava
Tetragnatha flava este o specie de păianjeni din genul Tetragnatha, familia Tetragnathidae. A fost descrisă pentru prima dată de Jean Victor Audouin în anul 1826.
Este endemică în Egipt. Conform Catalogue of Life specia Tetragnatha flava nu are subspecii cunoscute.